# Sheila Willmott
Sheila Willmott (geb. 8. Juni 1921 in London; gest. 8. Mai 1998) war eine englische Helminthologin.

## Leben
Sheila Willmott besuchte die Tollington High School for Girls und studierte anschließend am Chelsea Polytechnic and University College in London. Sie erwarb unter John Buckley ihren Ph.D. an der London School of Hygiene & Tropical Medicine mit einer Arbeit über Digene Saugwürmer. Ihre Arbeit wurde durch den Zweiten Weltkrieg unterbrochen, weil sie vom britischen Landwirtschaftsministerium zur Schadnagerbekämpfung verpflichtet wurde. Nach Fertigstellung ihrer Ph.-D.-Arbeit wurde sie als Dozent an das University College of South Wales and Monmouthshire in Cardiff berufen. 1951 holte sie der Direktor des Bureau of Agricultural Parasitology (Helminthology), Robert Thomson Leiper, als Scientific Information Officer an seine Einrichtung, 1954 wurde sie stellvertretende Direktorin, 1961 bis zu ihrer Emeritierung 1980 Direktorin. Während ihrer Tätigkeit unternahm sie zahlreiche Reisen innerhalb Commonwealth und förderte die Zusammenarbeit mit osteuropäischen Ländern.
Unter Willmott wurde eine umfangreiche Sammlung von Nematoden angelegt, und ihre Einrichtung wurde eine renommierte Sammlung von Typexemplaren. Sie war Mitherausgeberin des wichtigsten Werks über Fadenwürmer, den CHI Keys to the nematode parasites of vertebrates, und von 1980 bis 1986 Herausgeber des Journal of Helminthology und begründete 1979 die Zeitschrift Systematic Parasitology, die sich schwerpunktmäßig auf Taxonomie und Systematik der Parasiten fokussiert.
Sheila Willmott war von 1966 bis zu dessen Tod 1979 mit James Coventry verheiratet.